# Liste der Kulturdenkmäler in Malges
Die folgende Liste enthält die in der Denkmaltopographie ausgewiesenen Kulturdenkmäler auf dem Gebiet des Ortsteils Malges der  Stadt Hünfeld, Landkreis Fulda, Hessen.
Hinweis: Die Reihenfolge der Denkmäler in dieser Liste orientiert sich an der Anschrift, alternativ ist sie auch nach der Bezeichnung, der vom Landesamt für Denkmalpflege vergebenen Nummer oder der Bauzeit sortierbar.
Kulturdenkmäler werden fortlaufend im Denkmalverzeichnis des Landes Hessen durch das Landesamt für Denkmalpflege Hessen auf Basis des Hessischen Denkmalschutzgesetzes (HDSchG) geführt. Die Schutzwürdigkeit eines Kulturdenkmals hängt nicht von der Eintragung in das Denkmalverzeichnis des Landes Hessen oder der Veröffentlichung in der Denkmaltopographie ab.

Das Vorhandensein oder Fehlen eines Objekts in dieser Liste ist keine rechtsverbindliche Auskunft darüber, ob es Kulturdenkmal ist oder nicht: Diese Liste entspricht möglicherweise nicht dem aktuellen Stand der offiziellen Denkmaltopographie. Diese ist für Hessen in den entsprechenden Bänden der Denkmaltopographie Bundesrepublik Deutschland und im Internet unter DenkXweb – Kulturdenkmäler in Hessen einsehbar. Auch diese Quellen sind, obwohl sie durch das Landesamt für Denkmalpflege Hessen aktualisiert werden, nicht immer aktuell, da es im Denkmalbestand immer wieder Änderungen gibt.
Eine verbindliche Auskunft erteilt allein das Landesamt für Denkmalpflege Hessen.
Nutze diese Kartenansicht, um Koordinaten in der Liste zu setzen. In dieser Kartenansicht sind Kulturdenkmale ohne Koordinaten mit einem roten bzw. orangen Marker dargestellt und können in der Karte gesetzt werden. Kulturdenkmale ohne Bild sind mit einem blauen bzw. roten Marker gekennzeichnet, Kulturdenkmale mit Bild mit einem grünen bzw. orangen Marker.
| Bild            | Bezeichnung                               | Lage                                                    | Beschreibung                                                                                          | Bauzeit                     | Objekt-Nr. |
| --------------- | ----------------------------------------- | ------------------------------------------------------- | --- | --------------------------- | ---------- |
| Bild gesucht BW | Friedhofskreuz                            | Am Stück LageFlur: 1, Flurstück: 22                     | | 1874, bezeichnet.           | 37697 DDB  |
| Bild gesucht BW | Bildstock                                 | Dickel LageFlur: 3, Flurstück: 111                      | | 1872, bezeichnet.           | 37695 DDB  |
| Bild gesucht BW | Fachwerkhaus                              | Leimbacher Straße 3 LageFlur: 4, Flurstück: 4/3         | Giebelständiges zweistöckiges Fachwerkhaus.                                                           | 1889 (Sockelsteininschrift) | 37689 DDB  |
| Bild gesucht BW | Katholische Kirche St. Antonius von Padua | Meißnerstraße 2 LageFlur: 4, Flurstück: 48/2            | Nach den Plänen des Darmstädter Architekten Johann Baptist Becker errichtet.                          | 1929/31                     | 37694 DDB  |
| Bild gesucht BW | Fachwerkhaus                              | Meißnerstraße 9 LageFlur: 4, Flurstück: 64/2            | Kleines zweistöckiges Fachwerkhaus ohne Geschossüberstand, das teilweise verkleidet ist.              | Nach 1850                   | 37691 DDB  |
| Bild gesucht BW | Fachwerkhaus                              | Meißner Straße, Rhönstraße LageFlur: 4, Flurstück: 65/1 | (Evtl. abgegangenes Kulturdenkmal) Zweistöckiges Fachwerkhaus auf teilweise mittelhohem Quadersockel. | Um 1800                     | 37690 DDB  |
| Bild gesucht BW | Fluraltar                                 | Rhönstraße LageFlur: 4, Flurstück: 16/4                 | | 1948, bezeichnet.           | 37696 DDB  |
| Bild gesucht BW | Fachwerkhaus                              | Rhönstraße 8 LageFlur: 4, Flurstück: 49/2               | Zweistöckiges Fachwerkhaus mit verschindelter Eingangsseite und rechter Giebelseite.                  | Um 1850                     | 37692 DDB  |
| Bild gesucht BW | Hochkreuz                                 | Rhönstraße 8 LageFlur: 4, Flurstück: 49/2               | Steinkruzifix                                                                                         | 1923, bezeichnet.           | 37693 DDB  |
| Bild gesucht BW | Bildstock                                 | Spessartstraße 13 LageFlur: 4, Flurstück: 34            | | 1835, bezeichnet.           | 37688 DDB  |